# Теплопередача
Теплопередача — физический процесс передачи тепловой энергии от более горячего тела к имеющему более маленькую температуру,либо непосредственно (при контакте), либо через посредника (проводника) или разделяющую перегородку (тела или среды) из какого-либо материала. Когда физические тела одной системы находятся при разной температуре, то происходит передача тепловой энергии, или теплопередача от одного тела ко второму до наступления термодинамического равновесия. Самопроизвольная передача тепла всегда происходит от более горячего тела к менее горячему, что является следствием второго закона термодинамики, и этот процесс является необратимым.

## Виды теплопередачи
Всего существует 3 простых (элементарных) механизма передачи тепла:
- теплопроводность,
- конвекция,
- тепловое излучение.

Существуют также различные виды переноса тепла, которые являются сочетанием элементарных видов. Основные из них:
- теплоотдача (конвективный теплообмен между потоками жидкости или газа и поверхностью твёрдого тела),
- теплопередача (теплообмен от горячей среды [жидкость, газ или твёрдое тело] к холодной через разделяющую их стенку),
- конвективно-лучистый перенос тепла (совместный перенос тепла излучением и конвекцией),
- термомагнитная конвекция.

Внутренние источники теплоты — понятие теории теплопередачи, которое описывает процесс производства (реже поглощения) тепловой энергии внутри материальных тел без какого-либо подвода или переноса тепловой энергии извне. К внутренним источникам теплоты относятся:
- тепловыделение при работе электрического тока,
- тепловыделение при ядерных реакциях,
- тепловыделение при химических реакциях.

### Адвекция
Адвекция происходит путём передачи вещества и энергии, включая тепловую, перемещая посредством физического переноса горячего или холодного объёма из одного места в другое. В качестве примеров можно указать заполнение бутылки горячей водой и передвижение айсберга посредством океанских течений. Практический пример — теплогидравлика, которую можно описать простой формулой:
{\displaystyle \phi _{q}=v\rho c_{p}\Delta T}
где
- {\displaystyle \phi _{q}} тепловой поток (Вт/м2),
- {\displaystyle \rho } плотность вещества (кг/м3),
- {\displaystyle c_{p}} — теплоёмкость при постоянном давлении (Дж/кг·К),
- {\displaystyle \Delta T} — разница температур (К),
- {\displaystyle v} скорость (м/с).

### Теплопроводность
В микроскопическом масштабе теплопроводность происходит, когда горячие, быстро движущиеся или колеблющиеся атомы и молекулы взаимодействуют с соседними атомами и молекулами, передавая часть своей кинетической энергии этим частицам. Другими словами, тепло передаётся за счёт теплопроводности, когда соседние атомы движутся друг относительно друга или когда электроны перемещаются от одного атома к другому. Теплопроводность представляется наиболее важным средством передачи тепла внутри твёрдого тела или между твёрдыми объектами, находящимися в тепловом контакте. Жидкости, особенно газы, обладают меньшей теплопроводностью. Контактная теплопроводность — исследование теплопроводности между соприкасающимися твёрдыми телами. Процесс передачи тепла из одного объёма в другой без макроскопического движения частиц называется теплопроводностью. Например, когда вы кладете руку на холодный стакан с водой — тепло передается от теплой кожи к холодному стеклу, но если рука находится на расстоянии нескольких сантиметров от стекла, то теплопроводность будет незначительной, поскольку воздух плохо проводит тепло. Стационарная теплопроводность — это идеализированная модель теплопроводности, которая возникает при постоянной разности температур, то есть когда возникающая через некоторое время пространственное распределение температур в теплопроводящем объекте не изменяется (см Закон Фурье). В установившемся режиме теплопроводности количество тепла, поступающего в тело, равно количеству выходящего тепла, поскольку, в этом режиме, изменение температуры (мера тепловой энергии) равно нулю. Примером стационарной теплопроводности является поток тепла через стены теплого дома в холодный день — внутри дома поддерживается высокая температура, а снаружи температура остаётся низкой, поэтому передача тепла в единицу времени остается постоянной, определяемой теплоизоляцией стены, а пространственное распределение температуры в стенах будет примерно постоянным во времени.
Нестационарная теплопроводность описывается уравнением теплопроводности и возникает, когда температура внутри объекта изменяется как функция времени. Анализ нестационарных систем более сложен, и аналитические решения уравнения теплопроводности получены только для идеализированных модельных систем. В практических приложениях обычно используются численных методы, методы аппроксимации или эмпирические исследования.

### Конвекция
Конвективная теплопередача, или просто конвекция, — процесс передачи тепла от одного объёма к другому за счёт движения жидкостей и газов, процесс, который, по сути, является передачей тепла посредством массообмена. 
Движение массы жидкости улучшает теплопередачу во многих физических ситуациях, таких как теплообмен между твёрдой поверхностью и жидкостью.
Конвекция обычно доминирует в процессе теплопередачи в жидкостях и газах. Хотя иногда её называют третьим методом теплопередачи, конвекция обычно используется для описания комбинированных эффектов теплопроводности внутри текучей среды (диффузия) и теплопередачи за счёт объёмного потока текучей среды.
Процесс переноса тепла с потоком жидкости известен как адвекция, но чистая адвекция — термин, который обычно ассоциируется только с переносом массы в жидкости, например адвекцией гальки в реке. В случае теплопередачи в жидкости, перенос посредством адвекции в жидкости всегда сопровождается переносом тепла посредством диффузии (также известной как теплопроводность), процесс конвекции понимается как сумма переноса тепла посредством адвекции и диффузии/теплопроводности.
Свободная или естественная конвекция возникает, когда объёмные движения жидкости (потоки и течения) вызываются силами плавучести, которые возникают в результате изменения плотности зависящей от температуры жидкости. Вынужденная конвекция возникает, когда потоки в жидкости индуцируются внешними средствами, такими как вентиляторы, мешалки и насосы.

### Тепловое излучение
Тепловое излучение передаётся через вакуум или любую прозрачную среду (твёрдую, жидкую или газообразную). Такая передача энергии с помощью фотонов электромагнитных волн, подчиняющаяся тем же законам.
Тепловое излучение — энергия, излучаемая веществом в виде электромагнитных волн из-за наличия тепловой энергии во всем веществе при температуре выше абсолютного нуля. Тепловое излучение распространяется без вещества в вакууме.
Тепловое излучение поддерживается беспорядочным движением атомов и молекул в веществе. Поскольку атомы и молекулы состоят из электрически заряженных протонов и электронов, их движение приводит к испусканию электромагнитного излучения, которое уносит энергию от поверхности.
Уравнение Стефана — Больцмана, описывающее скорость передачи лучистой энергии, для объекта в вакууме записывается следующим образом:
{\displaystyle \phi _{q}=\epsilon \sigma T^{4}.}
Для переноса излучения между двумя телами уравнение выглядит следующим образом:
{\displaystyle \phi _{q}=\epsilon \sigma F(T_{a}^{4}-T_{b}^{4}),}
где
- {\displaystyle \phi _{q}} — тепловой поток,
- {\displaystyle \epsilon } — коэффициент излучения (равен единице для абсолютно чёрного тела),
- {\displaystyle \sigma } — постоянная Стефана — Больцмана,
- {\displaystyle F} коэффициент видимости между двумя поверхностями a и b[9],
- {\displaystyle T_{a}} и {\displaystyle T_{b}} — абсолютные температуры (в кельвинах или градусах Ренкина) для двух объектов.

Излучение обычно важно только для очень горячих объектов или для объектов с большой разницей температур или для тел в вакууме.
Излучение солнца или солнечное излучение можно использовать для получения тепла и энергии. В отличие от теплопроводности и конвективных форм теплопередачи, тепловое излучение, приходит в узком углу, то есть исходящее от источника, намного меньшего, чем расстояние до него, и может быть сконцентрировано в небольшом пятне с помощью отражающих зеркал, которые используются для концентрации солнечной энергии, или выжигательной линзой. Например, солнечный свет, отражённый от зеркал, используется в солнечной электростанции PS10, которая днём может нагреть воду до 285 °C (545 °F). 
Достижимая температура на цели ограничена температурой горячего источника излучения. (Закон T 4 позволяет обратному потоку излучения нагревать источник). Горячее солнце (на своей поверхности имеет температуру приблизительно 4000 К) позволяет достичь приблизительно 3000 К (или ≈ 2700 °C) на маленьком зонде в фокусе большого вогнутого концентрирующего зеркала в солнечной печи Мон-Луи во Франции.

## Коэффициент теплопередачи
Коэффициент теплопередачи показывает, какое количество теплоты переходит в единицу времени от более нагретого к менее нагретому теплоносителю через 1 м2 теплообменной поверхности при разности температур между теплоносителями 1 К. Обычно выражается в Вт/(м2·К), в справочниках также может приводиться величина потока за один час. В строительстве получила распространение обратная величина — «коэффициент термического сопротивления».

## Основное уравнение теплопередачи
Основное уравнение теплопередачи: количество теплоты, переданное от более нагретого тела к менее нагретому, пропорционально поверхности теплообмена, среднему температурному напору и времени:
{\displaystyle Q'=K\cdot F\cdot \Delta t_{\text{ср}}\cdot \tau ,}
где
K — коэффициент теплопередачи вдоль поверхности теплообмена,
F — поверхность теплообмена,
Δtср — среднелогарифмический температурный напор (средняя разность температур между теплоносителями),
τ — время.